# Kanton Fontenay-sous-Bois-Est
Der Kanton Fontenay-sous-Bois-Est war von 1967 bis 2015 ein französischer Wahlkreis im Arrondissement Nogent-sur-Marne, im Département Val-de-Marne und in der Region Île-de-France. Er bestand aus einem Teil der Stadt Fontenay-sous-Bois.

## Bevölkerungsentwicklung
| 1990   | 1999   |
| ------ | ------ |
| 26.520 | 25.545 |